# Бруно Сауль
Бруно Едуардович Сауль (Саул) (8 січня 1932, місто Нарва, Естонія — 3 березня 2022) — естонський радянський політик, голова Ради міністрів Естонської РСР у 1984—1988 роках. Кандидат у члени ЦК КПРС у 1986—1990 роках. Депутат Верховної Ради СРСР 11-го скликання. Кандидат економічних наук (1977).

## Нагороди і звання
- три ордени Трудового Червоного Прапора
- орден «Знак Пошани»
- медалі
- Державна премія СРСР (1981)